# Wojciech Pałuka
Wojciech Pałuka (zm. 31 maja 1355) – duchowny rzymskokatolicki. Kanonik w Poznaniu, Gnieźnie, Krakowie, Płocku, Wrocławiu. Wyznaczony biskupem poznańskim w 1346, konsekrowany 28 stycznia 1347. Zatwierdzony przez papieża w 1348. Brał udział w wytyczaniu granicy polsko- krzyżackiej, uzyskał też królewskie przywileje dla diecezji.